# Hot Springs, North Carolina
Hot Springs är en ort i Madison County i delstaten North Carolina, USA.